# Abu Omar al-Baghdadi
Hamid Dawud Muhammad Khalil al Zawi (1959 — Ticrite, 18 de abril de 2010), também conhecido como Abu Hamza al-Baghdadi e Abu Omar al-Qurashi al-Baghdadi, foi o suposto líder do Conselho Shura Mujahidins no Iraque, uma "organização guarda-chuva" composta por oito grupos que se opuseram a presença militar dos Estados Unidos no Iraque, e líder do Estado Islâmico do Iraque.

## Biografia
Pouco se sabe sobre al-Baghdadi. De acordo com o porta-voz do Ministério da Defesa iraquiano, Muhammad al-Askari, o nome verdadeiro Abu Omar al-Baghdadi é Hamid Dawoud al-Zawi. Al-Zawi teria sido um general de brigada na década de 90 durante o regime de Saddam Hussein, tornando-se um salafista ferrenho, sendo demitido por causa de seu extremismo religioso. Durante a invasão do Iraque em 2003, participou da insurgência iraquiana, tornando-se o líder do Estado islâmico do Iraque (ISI).

## Controvérsia sobre sua Identidade
Em julho de 2007, um porta-voz militar dos EUA, brigadeiro-general Kevin Bergner, afirmou que Abu Omar al-Baghdadi na verdade não existia e que todas as suas declarações de áudio foram lidas e transmitidas por um ator iraquiano.
Khaled al-Mashhadani, um agente sênior da al-Qaeda, afirmou após ser preso que, al-Baghdadi foi um personagem fictício criado para dar um rosto iraquiano ao grupo estrangeiro. Em março de 2008, o porta-voz de uma organização insurgente rival, Hamas do Iraque, também afirmou que al-Baghdadi foi uma invenção feita pela al-Qaeda para colocar uma imagem iraquiana na sua organização. No entanto, autoridades militares dos EUA, acreditam que a posição de al-Baghdadi tinha sido ocupada por um comandante real.

## Relatos de prisão ou morte
O Ministério do Interior do Iraque afirmou que al-Baghdadi foi capturado em Bagdá em 9 de Março de 2007, mais tarde o Ministerio disse que a pessoa em questão não era ele. Em 3 de Maio de 2007, o Ministério do Interior iraquiano disse que al-Baghdadi foi morto por forças americanos e iraquianas no norte de Bagdá. Em 23 de abril de 2009, a AFP relatou que ele havia sido preso por militares do Iraque, e em 28 de abril, o governo iraquiano emitiu fotos para provar aos céticos que realmente havia detido al-Baghdadi. A prisão de al-Baghdade foi negada pelo Estado Islâmico no Iraque, e de acordo com o SITE Institute, foi publicada uma gravação de al-Baghdadi negando sua prisão. O governo do Iraque continuou a insistir que o homem capturado era de fato Baghdadi, no entanto fitas e mensagens de Baghdadi foram publicadas ao longo de 2009 e 2010.

## Morte
Em 18 de Abril de 2010, al-Baghdadi foi morto durante uma operação conjunta das forças americanas e iraquianas, que invadiram um esconderijo a 10 quilômetros (6 mi) ao sudoeste de Ticrite. Nesta operação morrem também o "ministro de guerra" do ISI, Abu Ayyub al-Masri, o filho de al-Baghdadi e outros 16 foram presos.
O premiê iraquiano, Nouri al-Maliki anunciou as mortes de al-Baghdadi e al-Masri em uma entrevista coletiva em Bagdá, mostrando aos repórteres fotografias de seus corpos. "O ataque foi realizado por forças terrestres que cercaram a casa, e também através do uso de mísseis", disse al-Maliki. "Durante a operação foram apreendidos computadores com e-mails e mensagens para Osama bin Laden e seu vice, Ayman al-Zawahiri", acrescentou al-Maliki.
O vice-presidente dos Estados Unidos, Joe Biden, disse que as mortes foram "potencialmente devastadoras" para à rede terrorista e prova que as forças de segurança do Iraque estão ganhando terreno. Em 25 de Abril de 2010, uma declaração de quatro páginas emitida pelo Estado islâmico do Iraque foi postada em um site militante, confirmando a morte de al-Masri e al-Baghdadi, dizendo que "Depois de uma longa jornada cheia de sacrifícios e lutas contra os infiéis e seus representantes, dois cavaleiros foram abatidos e agora se juntam ao grupo de mártires", disse o comunicado. "Anunciamos que a nação muçulmana perdeu dois líderes da jihad, dois de seus homens, que são conhecidos como heróis no caminho da jihad". O ministro da charia do Estado Islâmico do Iraque (ISI), Abu al-Walid Abd al-Wahhab al-Mashadani, disse que os dois líderes estavam  participando de uma reunião, quando forças inimigas lançaram um ataque aéreo sobre a sua localização. Omar al-Baghdadi foi sucedido por Abu Bakr al-Baghdadi.